# Томас Дин (пливач)
Томас „Том” Дин (енгл. Thomas Dean; 2. март 2000) британски је пливач чија специјалност су трке мешовитим и слободним стилом на 200 метара.

## Спортска каријера
Дин је дебитовао на међународним такмичењима 2017. на европском првенству за јуниоре у израелској Нетанији где је освојио злато и сребро на 200 и 400 мешовито. Годину дана касније у истом рангу такмичења осваја још три медаље - злато на 200 мешовито и бронзе на 400 мешовито и 4×200 слободно. 
Деби на сениорски такмичењима имао је на европском првенству у Глазгову 2018. где се такмичио у три дисциплине, а најбољи резултат је остварио у штафетној трци на 4×200 слободно у којој је, заједно са Џарвисом, Скотом и Гајом, освојио златну медаљу. 
Дебитантски наступ на светским првенствима имао је у корејском Квангџуу 2019. где се такмичио у две дисциплине. У трци на 200 мешовито заузео је 11. место у полуфиналу уз нови лични рекорд, док је као члан штафете на 4×200 слободно био на петом месту у финалу. 